# Autobahn 26 (Belgien)

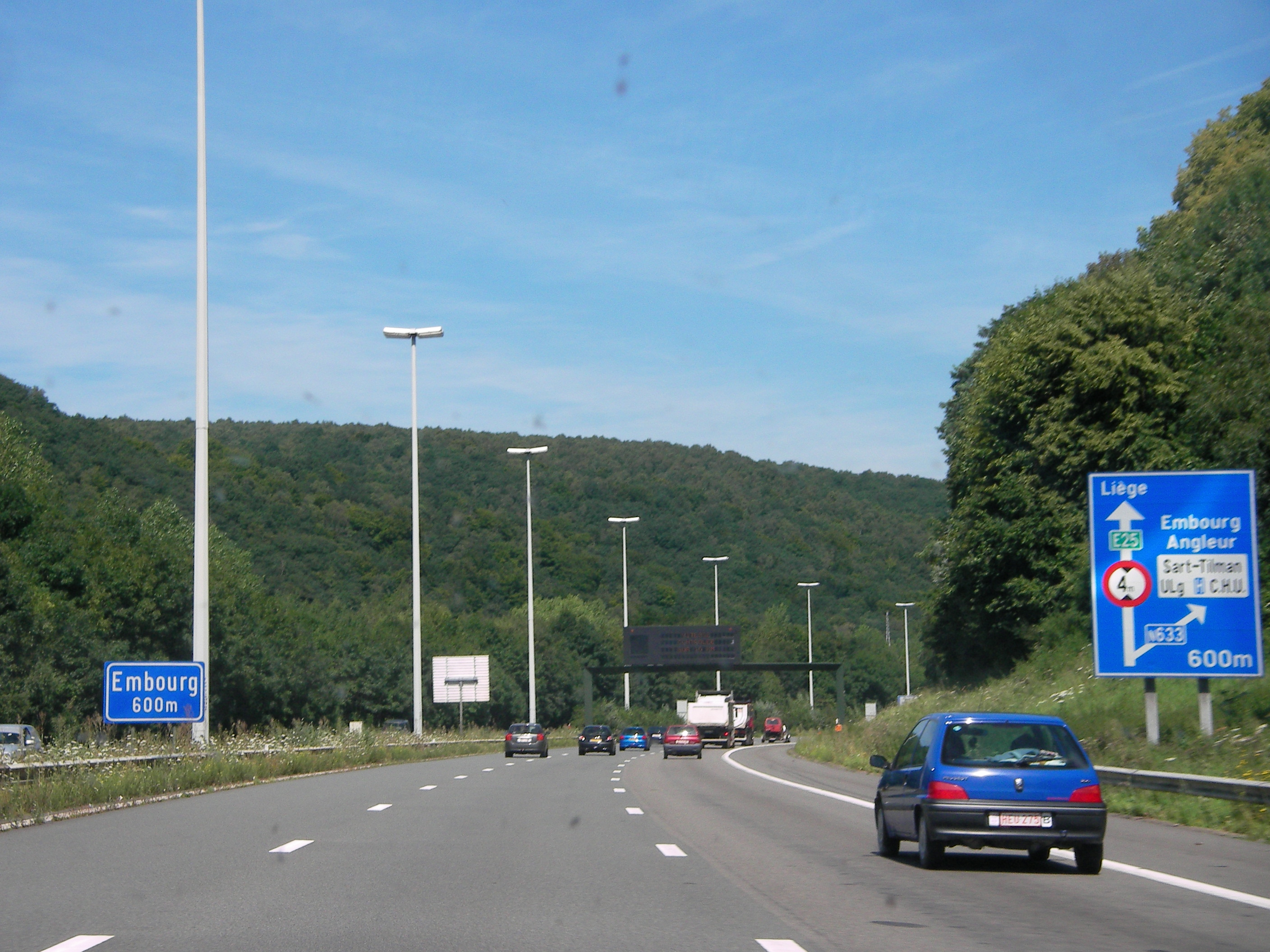
A26/E25 bei Lüttich

Die belgische Autobahn 26, französisch Autoroute 26, niederländisch Autosnelweg 26, auch Autoroute du Soleil (Autobahn der Sonne) genannt, beginnt in Lüttich (französisch Liège, niederländisch Luik) und endet am Autobahnkreuz Neufchâteau. Ihre Gesamtlänge beträgt mehr als 100 km. Sie ist ein Teil der Europastraße 25.
Sie beginnt an der Stadtautobahn A602 und durchquert die Ardennen. Über die A26 erreicht man verschiedene touristische Attraktionen wie die Rennstrecke Spa-Francorchamps und das Skigebiet Baraque de Fraiture.
Sie bildet ein wichtiges Element im Autobahnnetz Belgiens im grenzüberschreitenden Verkehr nach Luxemburg und Frankreich.

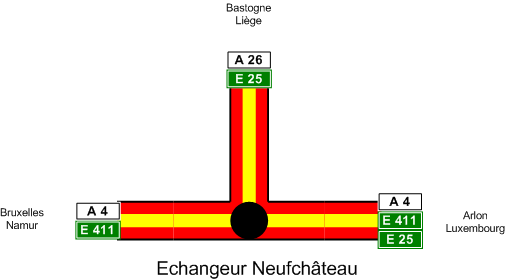
Ende der A26 – Autobahndreieck Neufchâteau